# Белозоровые
Белозо́ровые (лат. Parnassioideae) — подсемейство травянистых растений семейства Бересклетовые порядка Бересклетоцветные, согласно APG III. Система классификации цветковых растений APG II включала роды этого подсемейства в ранге семейства в составе порядка Бересклетоцветные.

## Таксономия
Включает род Белозор, состоящий из 7 видов, и монотипный род Лепуропеталон.
Белозоровых иногда относят к семейству Камнеломковые, не выделяя их в отдельное семейство. Однако исследования группы APG показали, что родственные связи этих двух семейств отнюдь не близки.

## Ботаническое описание
Цветки — простые, обоеполые, имеют пять равных по форме и размеру лепестков.
Плод — коробочка.

## Распространение и экология
Ареал семейства охватывает умеренные и холодные зоны преимущественно Северного полушария.